# Freestyle Script
Pour les articles homonymes, voir Freestyle.
Freestyle Script est une police de caractères scripte, dessinée en 1981 par Martin Wait. Les éditeurs de cette police de caractères sont Adobe, ITC et Letraset. La police de caractères a quatre versions : Regular, Bold, SH Reg Alt, et SB Reg Alt.